# Benjamin Evan Ainsworth
Benjamin Evan Ainsworth (* 25. September 2008 in Nottingham) ist ein britischer Schauspieler.

## Leben und Karriere
Ainsworth wuchs in Lund auf. Er besuchte die Northern Lights Drama Theatre School in Hull. Sein Debüt gab er 2018 in einer Folge in Emmerdale. Seine erste Hauptrolle bekam er 2020 in der Netflix-Serie Spuk in Bly Manor. Anschließend wurde er 2022 für den Film Flora & Ulysses gecastet. 2022 sprach er Pinocchio in dem Live-Action-Remake von Disney's gleichnamigen Film. Außerdem hat er seit dem Jahr die Titelrolle in der Serie Son of a Critch inne als Sohn von Mark Critch. 2023 spielte er in All Fun and Games mit. Er soll in dem geplanten The-Legend-of-Zelda-Film Link spielen.

## Filmografie
Filme
- 2020: The Recycling Man
- 2021: Flora & Ulysses
- 2022: Pinocchio
- 2023: All Fun and Games
- 2025: Everything’s Going to Be Great

Serien
- 2018: Emmerdale
- 2020: Spuk in Bly Manor (The Haunting of Bly Manor)
- seit 2022: Son of a Critch
- 2022: Sandman